# Kick (godis)

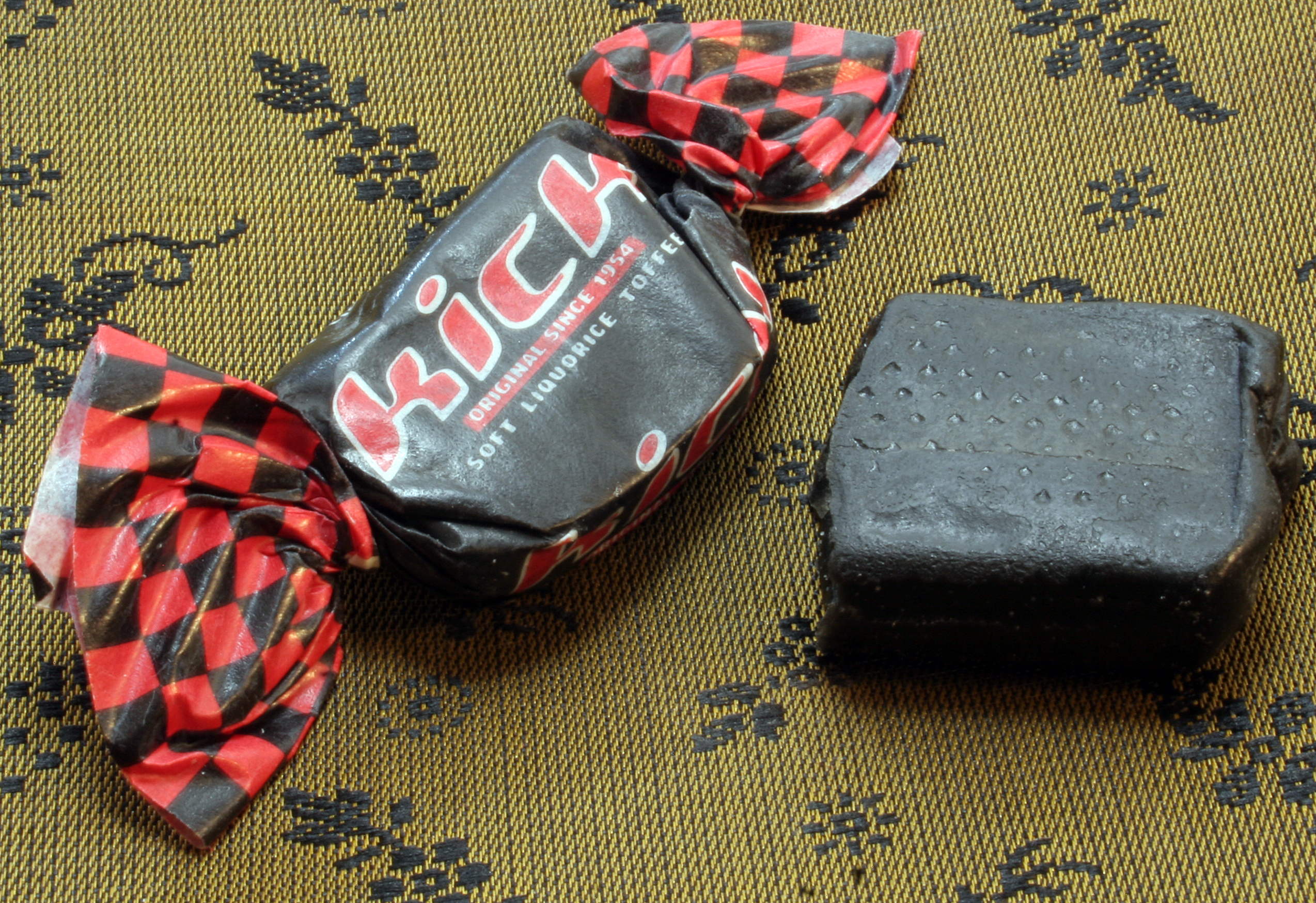
Malaco Kick Bites, den mindre varianten.

Kick är en klassisk lakritskola som tillverkas av Cloetta under varumärket Malaco. Denna sötlakritskola är känd för sin mjuka och lite smuliga konsistens. Kick hette Käck fram till 2006, och började tillverkas 1954. Anledningen till namnbytet var att Malaco ville ha samma namn på produkterna i hela Skandinavien. 
Mest känd är originalkolan som är insvept i en enda stor bit papper, omkring 8x2 cm stor och väger 19 gram, men sedan mitten av 2000-talet finns också en mindre variant i twistpapper. Kick finns även i citronvariant, och har tidigare sålts smaksatt med cola. Under våren 2014 lanserades Kick Seasalt, en variant av segare saltlakrits. Smakerna Mango, Hallon, Sea Salt Caramel finns också tillgängliga.